# Nemertesia cylindrica
Nemertesia cylindrica is een hydroïdpoliep uit de familie Plumulariidae. De poliep komt uit het geslacht Nemertesia. Nemertesia cylindrica werd in 1876 voor het eerst wetenschappelijk beschreven door Kirchenpauer. 